# Elasmus claripennis
Elasmus claripennis är en stekelart som först beskrevs av Cameron 1913.  Elasmus claripennis ingår i släktet Elasmus och familjen finglanssteklar. Inga underarter finns listade i Catalogue of Life.